# Елитра
Елитрите (надкрилията) са видоизменената първа двойка силно хитинизирани, твърди крила при някои групи насекоми, покриващи и предпазващи задния чифт крила и коремчето. Те не участват активно при летенето, но могат да имат стабилизираща и направляваща функция при летежа.
В най-тесния смисъл на думата, елитри имат само бръмбарите. Често обаче тя се използва за надкрилията и на други разреди насекоми, като полутвърдокрили, хлебарки, кожестокрили и др. В специализираната литература, за последните по-често се използват специализирани термини като полуелитри (полутвърдокрили) и тегмени (хлебарки и кожестокрили). „Надкрилия“ се използва в по-широкия смисъл.

## Морфология на елитрите
Елитрите излизат от втория дял на коремчето на насекомите и, подобно на крилете, представляват продължение на кутикулата на тялото. Обикновено са свободни, но могат да бъдат и слепени – при някои бегачи, сечковци, хоботници и др. Това се случва когато летателните крила за закърнели и няма нужда от разперването на елитрите, а слепването им осигурява по-добра изолация на насекомото. Частта на елитрата подгъната коремно се нарича епиплевра.

### Форма
Елитрите най-често покриват цялото коремче, но може да са скъсени оставяйки по-малка (много Nitidulidae) или по-голяма (Късокрили бръмбари, Meloidae) част от коремчето непокрита – тогава коремчето обикновено е по-силно склеротизирано, тъй като липсва защитата на елитрите. В някои случаи елитрите са издължени зад коремчето, например при род Blaps. Понякога имат и различни израстъци, като шипчетата на бръмбарите от трибус Hispini.
- Meligethes aeneus (Nitidulidae)
- Staphylinus caesareus (Staphilinidae)
- Dicladispa testacaea (Hispini)
- Blaps sp.

### Скулптура
Скулптурата на елитрите е изключително разнообразна. Най-често срещаните елементи на скулптурата са:
- Бразди, междините на които понякога са издигнати в ребра, като при Carabus auratus
- Трапчинки (фовии), Carabus clathratus
- Точкуване, Chrysolina grossa
- Набръчкване, Meloe violaceus